# 蹄行

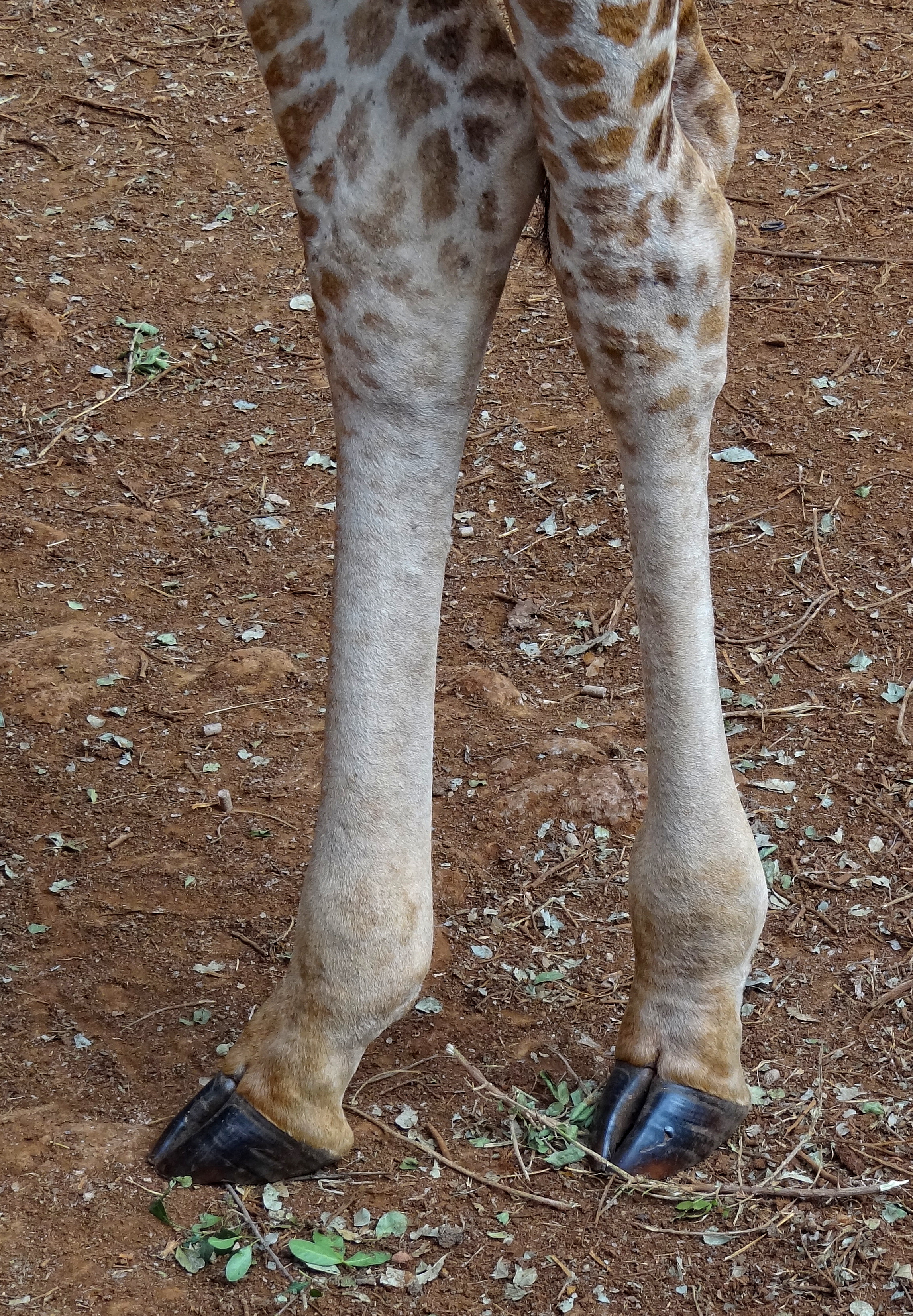
キリンの後足

蹄行（ていこう）は、踵を浮かせて蹄（ひづめ）のみを地面につけた爪先立ちの状態で直立し、歩行すること。これを行う生物を蹄行動物（英: unguligrade）と呼ぶ。爪先立ちになることで脚全体の長さを稼ぐことができ、特に高速での移動において有利となっている。ウシやウマ、ゾウなどの蹄を持つ地上性動物がこれに含まれる。